# 劉德 (元朝)
刘德，奉元（治今陕西西安）人，元朝政治人物。
刘德的父亲娶后妻何氏，刘德事奉继母如所生。家贫，刘德为人打工得酬，寸钱尺帛的收入都交给继母。四个弟弟都是何氏所出，刘德爱抚尤深。他年已五十未娶，借钱先给弟弟讨老婆，诸弟也感念其德，阖家和睦。乡里称他为刘佛子。